# You Energy Volley 2021-2022
Questa voce raccoglie le informazioni riguardanti la You Energy Volley nelle competizioni ufficiali della stagione 2021-2022.

## Stagione
Nella stagione 2021-22 la You Energy Volley assume la denominazione sponsorizzata di Gas Sales Bluenergy Piacenza.
Partecipa per la terza volta alla Superlega; chiude la regular season di campionato al sesto posto in classifica, qualificandosi per i play-off scudetto: arriva fino ai quarti di finale, sconfitta dalla Trentino. Disputa quindi i play-off 5º posto giungendo al primo posto al termine della fase a girone e vincendo successivamente la finale contro Top Volley Latina.
A seguito del quinto posto in classifica al termine del girone di andata della regular season partecipa alla Coppa Italia: viene eliminata in semifinale dalla Sir Safety Perugia.

## Organigramma societario
Area direttiva
- Presidente: Elisabetta Curti
- Vicepresidente: Giuseppe Bongiorni
- Amministratore: Isabella Cocciolo
- Team manager: Alessandro Fei
- Segreteria generale: Giacomo Guglieri
- Direttore generale: Hristo Zlatanov
- Direttore sportivo: Aldo Binaghi
- Amministrazione: Enrica Cò
- Responsabile logistica: Giovanni D'Ancona
- Consulente legale: Luca Tosini

Area tecnica
- Allenatore: Lorenzo Bernardi
- Allenatore in seconda: Massimo Botti
- Assistente allenatore: Massimo Caponeri
- Scout man: Paolo Zambolin
- Responsabile settore giovanile: Danilo Anelli, Massimo Savi

Area comunicazione
- Ufficio stampa: Federica Mazzata
- Relazioni esterne: Monica Uccelli
- Responsabile digital: Matteo Ghizzoni
- Rapporto enti pubblici: Elisabetta Curti
- Speaker: Nicola Gobbi
- Social media manager: Tancredi Cattone

Area marketing
- Ufficio marketing: Dakal Mussa, Monica Uccelli, Francesca Fasano
- Responsabile area commerciale: Bruno Capocaccia

Area sanitaria
- Medico: Carlo Segalini
- Preparatore atletico: Davide Grigoletto
- Fisioterapista: Federico Pelizzari, Federico Usai
- Osteopata: Giovanni Berzioli

## Rosa
| N° | Nome               | Ruolo | Data di nascita  | Nazionalità sportiva |
| -- | ------------------ | ----- | ---------------- | -------------------- |
| 1  | Adis Lagumdžija    | O     | 29 marzo 1999    | Turchia              |
| 2  | Aaron Russell      | S     | 4 giugno 1993    | Stati Uniti          |
| 3  | Francesco Recine   | S     | 7 febbraio 1999  | Italia               |
| 4  | Damiano Catania    | L     | 28 marzo 2001    | Italia               |
| 5  | Tonček Štern       | O     | 14 novembre 1995 | Slovenia             |
| 6  | Antoine Brizard    | P     | 22 maggio 1994   | Francia              |
| 7  | Alessandro Tondo   | C     | 18 agosto 1991   | Italia               |
| 8  | Oleg Antonov       | S     | 28 luglio 1988   | Italia               |
| 9  | Thibault Rossard   | S     | 28 agosto 1993   | Francia              |
| 10 | Leonardo Scanferla | L     | 4 dicembre 1998  | Italia               |
| 12 | Enrico Cester      | C     | 16 marzo 1988    | Italia               |
| 13 | Pierre Pujol       | P     | 13 luglio 1984   | Francia              |
| 14 | Maxwell Holt       | C     | 12 marzo 1987    | Stati Uniti          |
| 18 | Edoardo Caneschi   | C     | 26 gennaio 1997  | Italia               |

## Mercato
| Acquisti | Acquisti         | Acquisti              | Acquisti   |
| R.       | Nome             | da                    | Modalità   |
| -------- | ---------------- | --------------------- | ---------- |
| P        | Antoine Brizard  | Zenit San Pietroburgo | definitivo |
| C        | Edoardo Caneschi | NBV                   | definitivo |
| L        | Damiano Catania  | Cuneo                 | definitivo |
| C        | Enrico Cester    | Callipo               | definitivo |
| C        | Maxwell Holt     | Milano                | definitivo |
| O        | Adis Lagumdžija  | Milano                | definitivo |
| P        | Pierre Pujol     | Charlottenburg        | definitivo |
| S        | Francesco Recine | Porto Robur Costa     | definitivo |
| S        | Thibault Rossard | Callipo               | definitivo |
| O        | Tonček Štern     | Padova                | definitivo |

| Cessioni | Cessioni           | Cessioni          | Cessioni   |
| R.       | Nome               | a                 | Modalità   |
| -------- | ------------------ | ----------------- | ---------- |
| P        | Michele Baranowicz | Top Volley Latina | definitivo |
| S        | Iacopo Botto       | Cuneo             | definitivo |
| C        | Davide Candellaro  | Callipo           | definitivo |
| S        | Trévor Clévenot    | Ziraat Bankası    | definitivo |
| L        | Fabio Fanuli       | -                 | ritirato   |
| O        | Michal Finger      | Al-Rayyan         | definitivo |
| O        | György Grozer      | Milano            | definitivo |
| P        | Raydel Hierrezuelo | Foinikas Syro     | definitivo |
| P        | Marco Izzo         | New Mater         | definitivo |
| C        | Mohammad Mousavi   | Fenerbahçe        | definitivo |

## Risultati

### Superlega

#### Girone di andata
| 1ª giornata - 10 ottobre 2021 PalaBanca, Piacenza               | You Energy | 3 - 1 | Porto Robur Costa  | 25-17, 25-17, 19-25, 27-25        |
| 2ª giornata - 17 ottobre 2021 PalaCivitanova, Civitanova Marche | Lube       | 2 - 3 | You Energy         | 25-23, 16-25, 25-23, 22-25, 12-15 |
| 3ª giornata - 30 ottobre 2021 PalaBanca, Piacenza               | You Energy | 3 - 2 | Powervolley Milano | 16-25, 25-21, 26-24, 20-25, 15-6  |
| 4ª giornata - 3 novembre 2021 PalaPanini, Modena                | Modena     | 1 - 3 | You Energy         | 25-20, 21-25, 20-25, 23-25        |
| 5ª giornata - 7 novembre 2021 Palazzetto dello sport, Monza     | Milano     | 3 - 0 | You Energy         | 25-22, 25-21, 25-17               |
| 6ª giornata - 14 novembre 2021 PalaBanca, Piacenza              | You Energy | 3 - 1 | Top Volley Latina  | 23-25, 25-22, 25-23, 25-21        |
| 7ª giornata - 21 novembre 2021 PalaSanLazzaro, Padova           | Padova     | 3 - 2 | You Energy         | 20-25, 21-25, 25-22, 25-23, 15-8  |
| 9ª giornata - 28 novembre 2021 PalaBanca, Piacenza              | You Energy | 3 - 0 | Prisma Taranto     | 25-18, 28-26, 25-15               |
| 10ª giornata - 18 novembre 2021 PalaTrento, Trento              | Trentino   | 3 - 1 | You Energy         | 25-15, 21-25, 25-21, 25-23        |
| 11ª giornata - 8 dicembre 2021 PalaBanca, Piacenza              | You Energy | 0 - 3 | Sir Safety Perugia | 21-25, 22-25, 14-25               |
| 12ª giornata - 23 dicembre 2021 PalaOlimpia, Verona             | Verona     | 3 - 2 | You Energy         | 18-25, 25-22, 15-25, 25-20, 15-10 |
| 13ª giornata - 12 gennaio 2022 PalaBanca, Piacenza              | You Energy | 3 - 0 | Callipo            | 27-25, 25-22, 25-23               |

#### Girone di ritorno
| 14ª giornata - 2 marzo 2022 PalaDeAndré, Ravenna                          | Porto Robur Costa  | 1 - 3 | You Energy | 24-26, 26-24, 22-25, 20-25        |
| 15ª giornata - 19 gennaio 2022 PalaBanca, Piacenza                        | You Energy         | 0 - 3 | Lube       | 17-25, 28-30, 21-25               |
| 16ª giornata - 6 gennaio 2022 Palalido, Milano                            | Powervolley Milano | 3 - 1 | You Energy | 31-29, 23-25, 25-22, 25-18        |
| 17ª giornata - 9 gennaio 2022 PalaBanca, Piacenza                         | You Energy         | 2 - 3 | Modena     | 22-25, 18-25, 25-18, 25-23, 13-15 |
| 18ª giornata - 2 gennaio 2022 PalaBanca, Piacenza                         | You Energy         | 3 - 0 | Milano     | 25-23, 25-17, 34-32               |
| 19ª giornata - 9 febbraio 2022 Palazzetto dello Sport, Cisterna di Latina | Top Volley Latina  | 3 - 0 | You Energy | 25-17, 26-24, 25-23               |
| 20ª giornata - 16 febbraio 2022 PalaBanca, Piacenza                       | You Energy         | 3 - 0 | Padova     | 25-20, 25-17, 25-19               |
| 22ª giornata - 20 febbraio 2022 PalaMazzola, Taranto                      | Prisma Taranto     | 3 - 1 | You Energy | 25-19, 25-23, 25-27, 25-22        |
| 23ª giornata - 27 febbraio 2022 PalaBanca, Piacenza                       | You Energy         | 1 - 3 | Trentino   | 25-23, 15-25, 17-25, 14-25        |
| 24ª giornata - 23 febbraio 2022 PalaEvangelisti, Perugia                  | Sir Safety Perugia | 3 - 1 | You Energy | 25-18, 19-25, 29-27, 25-20        |
| 25ª giornata - 10 marzo 2022 PalaBanca, Piacenza                          | You Energy         | 3 - 0 | Verona     | 25-19, 25-23, 25-20               |
| 26ª giornata - 20 marzo 2022 PalaMaiata, Vibo Valentia                    | Callipo            | 0 - 3 | You Energy | 29-31, 23-25, 20-25               |

#### Play-off scudetto
| Quarti di finale (gara 1) - 26 marzo 2022 PalaTrento, Trento  | Trentino   | 3 - 0 | You Energy | 27-25, 25-20, 25-16               |
| Quarti di finale (gara 2) - 3 aprile 2022 PalaBanca, Piacenza | You Energy | 3 - 2 | Trentino   | 21-25, 29-31, 25-19, 25-20, 24-22 |
| Quarti di finale (gara 3) - 10 aprile 2022 PalaTrento, Trento | Trentino   | 3 - 0 | You Energy | 25-22, 25-19, 25-21               |

#### Play-off 5º posto
| 1ª giornata - 17 aprile 2022 PalaBanca, Piacenza  | You Energy         | 3 - 0 | Top Volley Latina | 25-18, 25-22, 25-22              |
| 2ª giornata - 24 aprile 2022 PalaMazzola, Taranto | Prisma Taranto     | 0 - 3 | You Energy        | 25-27, 20-25, 24-26              |
| 3ª giornata - 27 aprile 2022 PalaBanca, Piacenza  | You Energy         | 3 - 0 | Milano            | 25-17, 25-20, 25-23              |
| 4ª giornata - 30 aprile 2022 PalaBanca, Piacenza  | You Energy         | 3 - 2 | Verona            | 23-25, 25-22, 25-19, 20-25, 15-9 |
| 5ª giornata - 3 maggio 2022 Palalido, Milano      | Powervolley Milano | 1 - 3 | You Energy        | 25-20, 27-29, 23-25, 19-25       |
| Semifinali - 7 maggio 2022 PalaBanca, Piacenza    | You Energy         | 3 - 1 | Verona            | 25-22, 25-11, 19-25, 25-19       |
| Finale - 13 maggio 2022 PalaBanca, Piacenza       | You Energy         | 3 - 1 | Top Volley Latina | 25-23, 25-19, 26-28, 25-20       |

### Coppa Italia

#### Coppa Italia
| Quarti di finale - 16 gennaio 2022 PalaPanini, Modena       | Modena             | 1 - 3 | You Energy | 20-25, 25-22, 21-25, 24-26 |
| Semifinali - 5 marzo 2022 Unipol Arena, Casalecchio di Reno | Sir Safety Perugia | 3 - 1 | You Energy | 25-22, 23-25, 25-23, 25-18 |

## Statistiche

### Statistiche di squadra
| Competizione | Punti | In casa | In casa | In casa | In trasferta | In trasferta | In trasferta | Totale | Totale | Totale |
| Competizione | Punti | G       | V       | P       | G            | V            | P            | G      | V      | P      |
| ------------ | ----- | ------- | ------- | ------- | ------------ | ------------ | ------------ | ------ | ------ | ------ |
| Superlega    | 37/14 | 18      | 14      | 4       | 16           | 6            | 10           | 34     | 20     | 14     |
| Coppa Italia | -     | 0       | 0       | 0       | 1            | 1            | 0            | 2      | 1      | 1      |
| Totale       | -     | 18      | 14      | 4       | 17           | 7            | 10           | 36     | 21     | 15     |

G = partite giocate; V = partite vinte; P = partite perse 

### Statistiche dei giocatori
| Giocatore     | Superlega | Superlega | Superlega | Superlega | Superlega | Coppa Italia | Coppa Italia | Coppa Italia | Coppa Italia | Coppa Italia | Totale | Totale | Totale | Totale | Totale |
| Giocatore     | P         | PT        | AV        | MV        | BV        | P            | PT           | AV           | MV           | BV           | P      | PT     | AV     | MV     | BV     |
| ------------- | --------- | --------- | --------- | --------- | --------- | ------------ | ------------ | ------------ | ------------ | ------------ | ------ | ------ | ------ | ------ | ------ |
| O. Antonov    | 33        | 39        | 27        | 1         | 11        | 2            | 0            | 0            | 0            | 0            | 35     | 39     | 27     | 1      | 11     |
| A. Brizard    | 32        | 132       | 59        | 43        | 30        | 2            | 10           | 3            | 2            | 5            | 34     | 142    | 62     | 45     | 35     |
| E. Caneschi   | 31        | 191       | 137       | 41        | 13        | 2            | 4            | 4            | 0            | 0            | 33     | 195    | 141    | 41     | 13     |
| D. Catania    | 21        | 0         | 0         | 0         | 0         | 0            | 0            | 0            | 0            | 0            | 21     | 0      | 0      | 0      | 0      |
| E. Cester     | 25        | 86        | 53        | 30        | 3         | 2            | 4            | 1            | 2            | 1            | 27     | 90     | 54     | 32     | 4      |
| M. Holt       | 30        | 215       | 147       | 58        | 10        | 2            | 12           | 8            | 2            | 2            | 32     | 227    | 155    | 60     | 12     |
| A. Lagumdžija | 29        | 478       | 409       | 36        | 33        | 2            | 14           | 12           | 2            | 0            | 31     | 492    | 421    | 38     | 33     |
| P. Pujol      | 9         | 3         | 3         | 0         | 0         | 0            | 0            | 0            | 0            | 0            | 9      | 3      | 3      | 0      | 0      |
| F. Recine     | 32        | 295       | 248       | 31        | 16        | 2            | 24           | 19           | 4            | 1            | 34     | 319    | 267    | 35     | 17     |
| T. Rossard    | 28        | 259       | 218       | 13        | 28        | 2            | 29           | 24           | 3            | 2            | 30     | 288    | 242    | 16     | 30     |
| A. Russell    | 26        | 267       | 234       | 13        | 20        | 1            | 3            | 2            | 1            | 0            | 27     | 270    | 236    | 14     | 20     |
| L. Scanferla  | 33        | 0         | 0         | 0         | 0         | 2            | 0            | 0            | 0            | 0            | 35     | 0      | 0      | 0      | 0      |
| T. Štern      | 30        | 168       | 142       | 11        | 15        | 2            | 28           | 24           | 2            | 2            | 32     | 196    | 166    | 13     | 17     |
| A. Tondo      | 7         | 0         | 0         | 0         | 0         | 1            | 0            | 0            | 0            | 0            | 8      | 0      | 0      | 0      | 0      |

P = presenze; PT = punti totali; AV = attacchi vincenti; MV = muri vincenti; BV = battute vincenti